# Echinogorgia reticulata
Echinogorgia reticulata is een zachte koraalsoort uit de familie Plexauridae. De koraalsoort komt uit het geslacht Echinogorgia. Echinogorgia reticulata werd in 1791 voor het eerst wetenschappelijk beschreven door Esper. 